# Maruševec
Maruševec je općina u Varaždinskoj županiji, Hrvatska.

## Ime
U izvorima na mađarskom jeziku, grad se zove Máriasócszentgyörgy, a na kajkavskom narječju Maršuvic, ili Maršovec, Maršuvec.

## Uprava
Nakon provedenih lokalnih izbora u svibnju 2021. godine, Općinu Maruševec vodi načelnik Mario Klapša, član SDP-a. U Općini Maruševec općinsko vijeće sastoji se od 13 vijećnika.
Općina Maruševec u svom sastavu ima pet Mjesnih odbora.

## Zemljopis
Područje općine Maruševec smješteno je na blagim brežuljcima koji su dio prigorja Maceljske gore i Ravne gore. Sjeveroistočnu granicu općine čini rub Varaždinskog polja kojeg je od davno presjecao tok rijeke Drave. Iskopine pješčanog šljunka pokazuju da je nekada tok Drave gotovo dodirivao pobrdje koju danas čini cesta koja od Grede vodi prema Vinici. Paralelno uz tu cestu po obroncima brežuljaka vodi seoski put koji povezuje sela Maruševec, Čalinec, Koretinec, Donje Ladanje i Gornje Ladanje.

## Općinska naselja
Bikovec, Biljevec, Brodarovec, Cerje Nebojse, Čalinec, Donje Ladanje, Druškovec, Greda, Jurketinec, Kapelec, Korenjak, Koretinec, Koškovec, Maruševec, Novaki i Selnik.

## Klima
Područje Općine Maruševec karakteristično je po klimi kontinentalnog tipa: umjereno topla, kišna klima s izraženom izmjenom godišnjih doba i ravnomjernom raspodjelom oborina tijekom godine.

## Stanovništvo
Općina Maruševec spada u red većih općina Županije Varaždinske, površine 50 km2 i ima 5682 stanovnika prema popisu iz 2021. godine. Oni žive u 16 naselja:
1. Bikovec – 200,
2. Biljevec – 219,Fotografija sjedišta Općine MaruševecFotografija naselja MaruševecFotografija naselja ČalinecFotografija crkve svetog JurjaFotografija groblja u BiljevcuOsnovna škola Gustav Krklec Maruševec
3. Brodarovec – 194,
4. Cerje Nebojse – 401,
5. Čalinec – 513,
6. Donje Ladanje – 1030,
7. Druškovec – 326,
8. Greda – 507,
9. Jurketinec – 387,
10. Kapelec – 82,
11. Korenjak – 81,
12. Koretinec – 351,
13. Koškovec – 206,
14. Maruševec – 391,
15. Novaki – 467,
16. Selnik – 327.

Općina ima 1728 kućanstava.
| broj stanovnika | 3316  | 4046  | 4363  | 4959  | 5171  | 5741  | 5997  | 6677  | 7761  | 7730  | 7667  | 7303  | 7257  | 7089  | 6757  | 6381  | 5682  |
|                 | 1857. | 1869. | 1880. | 1890. | 1900. | 1910. | 1921. | 1931. | 1948. | 1953. | 1961. | 1971. | 1981. | 1991. | 2001. | 2011. | 2021. |

| broj stanovnika | 252   | 312   | 397   | 424   | 463   | 506   | 451   | 529   | 665   | 610   | 653   | 555   | 523   | 550   | 550   | 460   | 391   |
|                 | 1857. | 1869. | 1880. | 1890. | 1900. | 1910. | 1921. | 1931. | 1948. | 1953. | 1961. | 1971. | 1981. | 1991. | 2001. | 2011. | 2021. |

## Gospodarstvo
- Poljodjelstvo, ratarstvo i stočarstvo (2394 ha obradive površine)[9]
- Seoski i lovni turizam na imanju obitelji Martinčević u Cerju Nebojse

## Obrazovanje
- Osnovna škola "Gustav Krklec" Maruševec, Čalinec,
- Područna škola Druškovec,
- Područna škola Greda,
- Srednja škola u Maruševcu s pravom javnosti, Maruševec,
- Adventističko teološko visoko učilište, Maruševec.[7]

### Predškolski odgoj
- Dječji vrtić Čarolija, Bikovec
- Dječji vrtić Maja Pčelica, Donje Ladanje[11]

## Kultura

##### Kulturno-umjetničko društvo "Klaruš" Maruševec
Kulturno-umjetničko društvo “Klaruš” Maruševec osnovano je 1998. godine s ciljem da sakuplja, njeguje i čuva folklorno-tradicijsko bogatstvo užeg i šireg zavičaja.  Društvo je dobilo ime po klarušu – ogrlici koja je dio ženske narodne nošnje maruševečkog kraja. KUD je uz Općinu Maruševec suosnivač i organizator “Dana folklora u Maruševcu”, manifestacije vezane uz dan Općine Maruševec – 23. travnja – Jurjevo.

##### KUM – Kuburaška udruga Maruševec
Kuburaška udruga Maruševec osnovana je 2006. godine i nastavlja tradiciju pucanja iz kubura u maruševečkom kraju, a i šire. Najstariji podatak o pucanju u Maruševcu evidentiran je 1862. godine na blagdan Sv. Roka.

## Šport

##### Nogomet
- ŠNK "Rudar 47", Donje Ladanje
- NK Omladinac, Jurketinec[7]

##### Ostala športska društva
- Društvo za šport i rekreaciju, Čalinec
- Lovačko društvo "Fazan" Maruševec, Čalinec
- Udruga za sport i rekreaciju "Gmajna"
- Streljački klub Metalac, Donje Ladanje[7]

## Udruge
- Dobrovoljno vatrogasno društvo Donje Ladanje
- Dobrovoljno vatrogasno društvo Maruševec
- Udruga dragovoljaca i veterana Domovinskoga rata - ogranak Maruševec
- Udruga umirovljenika Maruševec
- Udruga žena Jurketinec
- Udruga žena Maruša[7]

## Događaji
- Jurjevo
- Biciklijada Općine Maruševec
- Odbojkaški turnir Gmajna Čalinec
- Jesenske igre u Jurketincu
- Memorijal Buder Rudolf
- Čiselska nedela
- Okusi i mirisi jeseni na Gmajni
- Jesen u Maruševcu
- Ispraćaj stare godine[7]

## Poznate osobe
- Gustav Krklec, hrvatski pjesnik, esejist i kritičar; djetinjstvo je proveo u Maruševcu
- Matija Smodek, sveučilišni profesor, doktor prava i filozofije; rođen u selu Novaki
- Franjo Švelec, sveučilišni profesor, akademik; rođen u Koškovcu
- Ivo Ladika, pjesnik, leksikograf, novinar; rođen u Stažnjevcu
- Ivan Kukuljević-Sakcinski, političar i ilirac; djetinjstvo je proveo u Jurketincu
- Tomislav Janko Šagi-Bunić, svećenik, kapucin; rođen u Brodarevcu
- Ivan Lončar, sveučilišni profesor, doktor matematike; rođen u Gredi,

## Spomenici i znamenitosti
- Župna crkva Svetog Jurja i kurija župnog dvora, Maruševec
- Dvorac Maruševec i perivoj dvorca Maruševec
- Arheološko nalazište, lokalitet Funtekov breg, Maruševec
- Kapelica Svetog Roka, Druškovec
- Kapelica Presvetog Trojstva, Jurketinec
- Kurija Oršić, Jurketinec
- Plemićka kurija, Čalinec
- Tisa u Čalincu, spomenik parkovne arhitekture - pojedinačno stablo

## Općine prijatelji
Odlukom Općinskog vijeća Općine Maruševec odnos prijateljstva i partnerstva uspostavljen je sa:
- Općina Rogatec (Slovenija)

## Vanjske poveznice
- Službene stranice Općine Maruševec
- Maruševečko komunalno poduzeće Markom d.o.o.
- Osnovna škola Gustav Krklec Maruševec  Arhivirana inačica izvorne stranice od 26. kolovoza 2019. (Wayback Machine)
- Župa Svetog Jurja Maruševec
- Adventističko teološko visoko učilište  Arhivirana inačica izvorne stranice od 7. studenoga 2017. (Wayback Machine)
- Srednja škola u Maruševcu s pravom javnosti
- Vatrogasna zajednica Općine Maruševec